# Ubbe Ragnarsson
Ubbe, Ubba o Hubba Ragnarsson fou un capitost viking que, juntament amb els seus germans Halfdan Ragnarsson i Ivar el desossat van liderar el Gran exèrcit pagà amb el propòsit de conquerir Anglaterra.
Els tres germans eren fills del llegendari Ragnar Lodbrok i Auslaug. Segons les cròniques de l'època, quan el seu pare for mort a Northúmbria pel rei Aella, els germans decidiren envair Anglaterra per venjar-se.

## Invasió d'Anglaterra
El 865 van liderar una host de vikings, coneguda com el Gran exèrcit pagà, que van conquerir sense grans dificultats el regne d'Ànglia de l'Est, on van assassinar el rei Edmon d'Ànglia de l'Est el 869. També van conquerir el regne de Northumberland, on van acabar amb l'assassí del seu pare, Aella i l'altre pretendent al tron Osberht

## Mort
Ubbe no va ser tan popular com el seu germà Ivar i va morir en batalla el 878. Havent desembarcat a prop de Combwich, els seus homes van assetjar les tropes saxones que s'havien refugiat en un fort a Cynwit, confiant que els anglosaxons es rendirien per la manca d'aigua i aliments i que oferirien un pagament per escapar. Però en lloc de rendir-se, els saxons van organitzar una sortida per sorpresa i liderats pel noble Odda de Devon van guanyar la batalla. Ubbe va resultar mort durant l'enfrontament.
El poc que es coneix d'ell està recollit en la Crònica anglosaxona.